# Belvis
Belvis (en occitano, Belvís) es un pequeño pueblo y comuna francesa, situada en la región de Languedoc-Rosellón, departamento de Aude, en el distrito de Limoux y cantón de Belcaire.
A sus habitantes se les conoce en francés por el gentilicio Belvisois.

## Demografía
| 264 | 245 | 187 | 166 | 153 | 169 |
| Para los censos de 1962 a 1999 la población legal corresponde a la población sin duplicidades (Fuente: INSEE [Consultar]) |     |     |     |     |     |